# يان كروفورد (لاعب كريكت)
يان كروفورد (13 سبتمبر 1954 ببرستل في المملكة المتحدة - ) (بالإنجليزية: Ian Crawford)‏ هو لاعب كريكت بريطاني. لعب مع نادي مقاطعة غلوستر للكريكت ‏.

## وصلات خارجية
- يان كروفورد على موقع إي آس بي آن كريك إنفو (الإنجليزية)